# Strzelecko-Drezdenecki
Strzelecko-Drezdenecki là một huyện thuộc tỉnh Lubuskie của Ba Lan. Huyện có diện tích 1248 km². Đến ngày 1 tháng 1 năm 2011, dân số của huyện là 49757 người và mật độ 40 người/km².